# اکسول
اکسل کریستوفر هدفورس (زادهٔ ۱۸ دسامبر ۱۹۷۷)، با نام هنری اکسول، دی‌جی، تهیه‌کنندهٔ موسیقی سوئدی است. او صاحب لیبل موسیقی اکستون رکوردز است. او به همراه سباستین اینگروسو و استیو آنجلو عضو گروه سوئدیش هاوس مافیا است. در سال ۲۰۱۳، او در جایگاه ۱۹ام فهرست ۱۰۰ دی‌جی برتر مجله دی‌جی قرار گرفت.